# Jean Richepin
Jean Richepin (* 4. Februar 1849 in Médéa, Algerien; † 12. Dezember 1926 in Paris) war ein französischer Schriftsteller, Dramatiker und Lyriker.

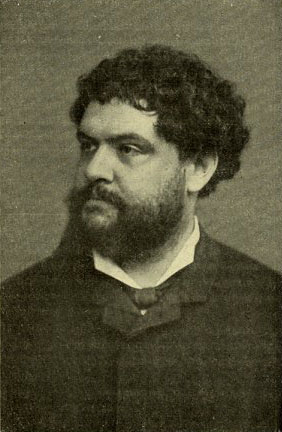
Jean Richepin
Foto von Nadar

## Leben
Bedingt durch den Beruf des Vaters, eines Militärarztes, wurde Richepin im algerischen Médéa (auch Lemdiyya) geboren. Die Familie Richepin kam ursprünglich aus Hirson in der Thiérache. Im ebenfalls nordfranzösischen Douai besuchte er die Schule und wechselte anschließend an die École normale supérieure. Das Studium der Literaturwissenschaften schloss er 1870 ab. Im Deutsch-Französischen Krieg diente Richepin als Heckenschütze unter General Charles Denis Bourbaki.
Der von den revolutionären Ideen Jules Vallès begeisterte Richepin schloss sich 1871 in Paris dem Dichterkreis Cercle des poètes Zutiques um Charles Cros, Paul Verlaine, Arthur Rimbaud und Léon Valade an. Mit ihnen arbeitete er zusammen am Album Zutique, einer Sammlung von 24 meist groben und obszönen Parodieversen. Unklar sind die folgenden vier Lebensjahre seiner Biografie, die Richepin auch zur Untermauerung seines Draufgängertums und zur Überhöhung seiner Männlichkeit erfunden haben könnte. Hiernach reiste er nach einer Zwischenstation bei der inzwischen in Nancy lebenden Familie, von Burgund aus, mit Zigeunern nach Italien. In Neapel und später in Bordeaux soll er als Hafenarbeiter und auch als Matrose tätig gewesen sein. In dieser Zeit erschienen journalistische Beiträge wie Mot d'Ordre, Au Corsaire und La Vérité. Zusammen mit dem Karikaturisten André Gill (1840–1885) erschien 1873 mit L'Étoile sein erstes Theaterstück. 1875 kehrte Richepin nach Paris zurück und ließ sich im Quartier Latin nieder. Hier verkehrte er in den Künstlerlokalen und traf die Schriftsteller Raoul Ponchon, Maurice Rollinat, Paul Bourget und Léon Bloy.

Eine Zeitlang lebte Richepin in der Villa Guibert, einer Privatstraße an der Rue de la Tour in Paris-Passy.

Bekannt wurde Richepin 1876 mit der Verssammlung Chanson des gueux, die aufgrund ihrer Derbheit ein Veröffentlichungsverbot erhielt. Richepin wurde kurzfristig inhaftiert und musste ein Bußgeld in Höhe von 500 Franc wegen outrage aux mœurs (Beleidigung der Sitten) bezahlen. In ähnlicher Direktheit waren auch seine folgende Verse Les Caresses, Les Blasphèmes, La Mer, Mes paradis und La Bombarde verfasst.
Seine Romane Les morts bizarres, La Glu und Le Pavé sind von Brutalität und Morbidität geprägt. Spätere Werke, wie  Madame André, Sophie Monnier, Cisarine, L'Aîné, Grandes amoureuses und La Gibasse zeigen eine durchdachte Psychologie. Schlichtere Lebensbeschreibungen finden sich in Miarka, Les Braves im Gens, Truandailles, La Miseloque und in Flamboche. Letztere diente César Cui als Vorlage zu seiner gleichnamigen Oper.
Großen Erfolg hatte Richepin mit seinen Theaterstücken, von denen viele an der Comédie-Française aufgeführt wurden. 1883 hatte hier sein Stück Nana Sahib mit Sarah Bernhardt in der Hauptrolle Premiere. Ebenso fand 1897 sein Stück Le chemineau großen Beifall.

## Werke (Auswahl)

### Gedichte
- La Chanson des gueux Paris 1876, Neuauflage Paris 1990, ISBN 2-7291-0463-1
- Les Caresses Paris 1877
- Les blasphèmes Paris 1884
- La Mer Paris 1886/1980
- Mes Paradis Paris 1894
- La Bombarde: contes à chanter Paris 1899
- Les Glas 1922
- Interludes 1923
- Les petits gagne-pain parisiens 1927

### Romane
- Madame André Paris 1878
- La Glu Paris 1881/2001, ISBN 2-911835-08-5 deutsch Madame Vogelleim  von Armin Schwarz Budapest 1882
- Quatre petits romans: Soeur Doctrouvé; Monsieur Destrémeaux; Une histoire de l'autre monde; Les débuts de César Borgia Paris 1882
- Miarka : la fille à l'ourse Paris 1883
- Braves Gens Paris 1886
- Cesarine Paris 1888 deutsch von J. C. C. Bruns, Minden 1903
- Le Cadet 1890
- L'Aimé 1893
- Flamboche Paris 1895
- Lagibasse: roman magique Paris 1900
- L'Aile 1911

### Erzählungen
- Les morts bizarres Paris 1877/1981, ISBN 2-7304-0082-6
- Le Pavé, croquis parisiens 1883
- Truandailles 1890
- Cauchemars 1892
- La Miseloque 1893
- Les Grandes Amoureuses 1896
- Contes de la décadence romaine Paris 1898/1993, ISBN 2-84049-023-4
- Paysages et coin de rue 1900
- Contes espagnols 1901
- Prose de guerre 1915
- La Clique 1917
- Le coin des fous Neuauflage Paris 1996, ISBN 2-84049-110-9
- Contes sans morale 1922

### Theaterstücke
- La Glu Paris 1883
- Pierrot assassin Paris 1883
- Nana Sahib Paris 1883
- Macbeth Paris 1884.
- Monsieur Scapin Paris 1886
- Le Flibustier Paris 1888
- Le Mage (Oper) Text von Jean Richepin, Musik von Jules Massenet Paris 1891
- Par le glaive Paris, Comédie-Française 1892
- Le Chemineau Paris, Arles 1897/1996, ISBN 2-7427-0727-1
- La Martyre Paris 1898.
- La Gitane Paris 1900.
- L'Impératrice (Ballet), (Ballet) Text von Jean Richepin, Musik von Paul Vidal, Paris 1901
- Don Quichotte Paris 1905
- Miarka (Musikdrama)Text von Jean Richepin, Musik von Alexandre Georges, Paris 1905
- La Belle au bois dormant zusammen mit Henri Cain Paris 1907
- La Beffa Paris 1910